# Levotiroxina

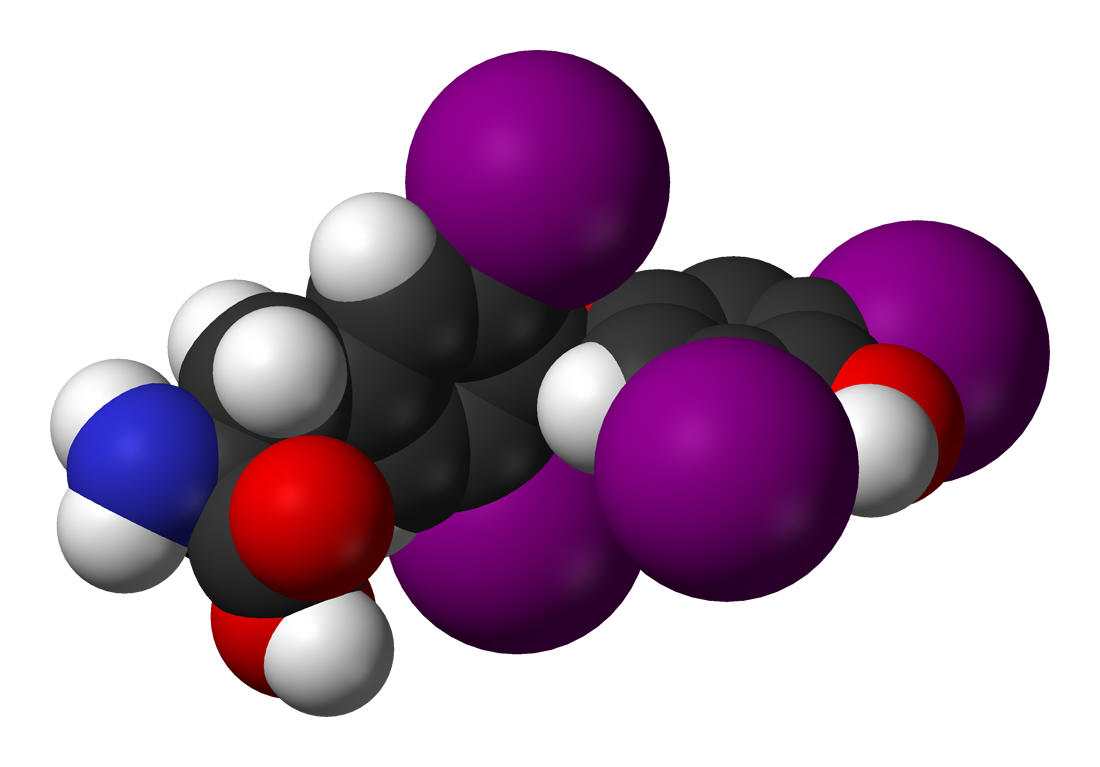
La molecola della levotiroxina secondo le sfere di Van de Waals

La levotiroxina (o L-tiroxina) è un levo-isomero preparato sinteticamente dell'ormone tiroideo tiroxina (T4, un derivato tirosinato tetraiodinato), un importante ormone endogeno secreto dalla ghiandola tiroidea, impiegato nel trattamento dell'ipotiroidismo primario, secondario e terziario.
Conosciuta anche con i nomi commerciali Eltroxin, Ermeza, Euthyrox, Levo-T, Levothroid, Levoxyl, Np Thyroid, Synthroid, Thyquidity, Tirosint e Unithroid, la levotiroxina è principalmente utilizzata per trattare l'ipotiroidismo, una condizione in cui la ghiandola tiroidea non è più in grado di produrre quantità sufficienti degli ormoni tiroidei T4 (tetraiodotironina o tiroxina) e T3 (triiodotironina o Liotironina), con conseguente diminuzione degli effetti di downstream di questi ormoni. In assenza di quantità sufficienti di ormoni tiroidei circolanti, iniziano a svilupparsi sintomi di ipotiroidismo come stanchezza cronica, aumento della frequenza cardiaca, depressione, pelle e capelli secchi, crampi muscolari, stitichezza, aumento di peso, compromissione della memoria e scarsa tolleranza alle basse temperature.
In risposta al rilascio dell'ormone stimolante la tiroide da parte dell'ipofisi, una ghiandola tiroidea che funziona normalmente produrrà e secernerà T4, che viene quindi convertito attraverso la deiodinazione nel suo metabolita attivo T3. Sebbene il T4 sia il principale prodotto secreto dalla ghiandola tiroidea, il T3 esercita la maggior parte degli effetti fisiologici degli ormoni tiroidei, con una potenza relativa di circa 1:4 (T4:T3). Il T4 e il T3 agiscono su quasi tutte le cellule del corpo, ma hanno un effetto particolarmente spiccato sul sistema cardiovascolare, di conseguenza, molte funzioni cardiache compresa la frequenza cardiaca, la gittata cardiaca e la resistenza vascolare sistemica, sono strettamente legate allo stato tiroideo.
Prima del suo sviluppo, il preparato di tiroide derivante porcina o disidratata era il pilastro del trattamento dell'ipotiroidismo, tuttavia, ciò non è più raccomandato per la maggior parte dei pazienti a causa di diverse preoccupazioni cliniche, inclusa la limitata evidenza da studi controllati a sostegno del suo uso. I prodotti a base di tiroide disidratata contengono un rapporto T4:T3 di 4,2:1, che è significativamente inferiore al rapporto di 14:1 di secrezione della ghiandola tiroidea umana. Questa maggiore proporzione di T3 nei prodotti a base di tiroide disidratata può portare a livelli sovra-fisiologici di T3, il che potrebbe portare i pazienti a rischio di tireotossicosi se la terapia con estratto di tiroide non viene adeguata in base al tireotropina sierica.

## Farmacologia

### Indicazione d'uso
La levotiroxina orale è un farmaco approvato per il trattamento dell'ipotiroidismo primario, secondario e terziario. L'ipotiroidismo primario è causato da insufficienza della ghiandola tiroidea, con la causa più comune rappresentata da una condizione autoimmune come la tiroidite di Hashimoto e dall'ipotiroidismo iatrogeno dopo una tiroidectomia. L'ipotiroidismo secondario si verifica quando è affetta l'ipofisi, che può essere causato da adenomi ipofisari o interventi chirurgici. In questa condizione, si osserva una diminuzione della produzione dell'ormone tireostimolante. L'ipotiroidismo terziario è raro e si verifica quando il problema è nell'ipotalamo, con una ridotta produzione dell'ormone di rilascio della tireotropina.
Inoltre, il farmaco è approvato dalla Food and Drug Administration per la soppressione dell'ormone tireotropico come coadiuvante alla chirurgia e alla terapia con radioiodio nel trattamento del cancro differenziato della tiroide dipendente dalla tireotropina. La formulazione parenterale è approvata dalla Food and Drug Administration per il trattamento del coma da mixedema o dell'ipotiroidismo grave.
L'uso off-label include il suo impiego per il recupero di organi da cadavere e il trattamento dell'ipotiroidismo subclinico. L'ipotiroidismo subclinico con livelli di tireotropina superiori a 10 mUI/L e pazienti sintomatici dovrebbe essere trattato con terapia a base di levotiroxina.

### Farmacodinamica
La levotiroxina orale è un ormone sintetico che esercita gli stessi effetti fisiologici del T4 endogeno, mantenendo così livelli normali di T4 in caso di carenza.
Il farmaco ha uno stretto indice terapeutico e viene titolata per mantenere uno stato eutiroideo con un livello di tireotropina all'interno di un intervallo terapeutico di 0,4-4,0 mUI/L. Un sovradosaggio o sottodosaggio di levotiroxina può avere effetti negativi sulla crescita e lo sviluppo, sulla funzione cardiovascolare, sul metabolismo osseo, sulla funzione riproduttiva, sulla funzione cognitiva, sullo stato emotivo, sulla funzione gastrointestinale e sul metabolismo del glucosio e dei lipidi. La dose di levotiroxina dovrebbe essere titolata lentamente e con attenzione, e i pazienti dovrebbero essere monitorati per la loro risposta alla titolazione per evitare questi effetti, con un controllo semestrale per evitare un sovratrattamento, che può portare all'ipertiroidismo con sintomi come di aumento della frequenza cardiaca, diarrea, tremore, ipercalcemia e debolezza.
Poiché molte funzioni cardiache, compresa la frequenza cardiaca, la gittata cardiaca e la resistenza vascolare sistemica, sono strettamente legate allo stato tiroideo, un sovratrattamento può causare aumento della frequenza cardiaca, spessore della parete cardiaca e contrattilità cardiaca e può precipitare angina o aritmie, specialmente nei pazienti con patologie cardiovascolari pre-esistenti e negli anziani. Nei pazienti con qualsiasi patologia cardiaca, la levotiroxina dovrebbe essere iniziata con dosi inferiori rispetto a quelle raccomandate per i soggetti più giovani o per i pazienti senza malattie cardiache. I pazienti che ricevono contemporaneamente levotiroxina e agenti simpaticomimetici dovrebbero essere monitorati per segni e sintomi di insufficienza coronarica.
Un sovradosaggio del farmaco può causare un aumento della riassorbimento osseo e una diminuzione della densità minerale ossea, soprattutto nelle donne in post-menopausa. L'aumento della riassorbimento osseo può essere associato a livelli elevati di calcio e fosforo nel siero e nell'escrezione urinaria, a elevate concentrazioni di fosfatasi alcalina ossea e a livelli soppressi di ormone paratiroideo nel siero.
L'aggiunta della terapia con levotiroxina nei pazienti con diabete mellito può peggiorare il controllo glicemico e comportare un aumento delle necessità di agenti antidiabetici o insulina, richiedendo un attento monitoraggio del controllo glicemico dopo l'inizio, la modifica o la sospensione della levotiroxina.

### Meccanismo d'azione
La levotiroxina è un levo-isomero sinteticamente preparato dell'ormone tiroideo tiroxina (T4, un derivato tirosinato tetraiodinato) che agisce come sostituto nelle sindromi di deficienza come l'ipotiroidismo. Il T4 è l'ormone principale secreto dalla ghiandola tiroidea ed è chimicamente identico al T4 secreto naturalmente: aumenta il tasso metabolico, riduce la produzione di tireotropina dalla lobi anteriori dell'ipofisi e, nei tessuti periferici, viene convertito in T3. La tiroxina viene rilasciata dalla sua proteina precursore, la tiroglobulina, attraverso la proteolisi e secreta nel sangue, dove viene poi deiodinata perifericamente per formare la triiodotironina (T3), che esercita un ampio spettro di effetti stimolanti sul metabolismo cellulare. T4 e T3 hanno una potenza relativa di circa 1:4.
L'ormone tiroideo aumenta il tasso metabolico delle cellule di tutti i tessuti del corpo. Nel feto e nel neonato, l'ormone tiroideo è importante per la crescita e lo sviluppo di tutti i tessuti, compresi ossa e cervello. Negli adulti, l'ormone tiroideo contribuisce a mantenere la funzione cerebrale, il metabolismo degli alimenti e la temperatura corporea.
Gli ormoni tiroidei hanno dimostrato di esercitare sia effetti genomici che non genomici. Esprimono i loro effetti genomici diffondendosi nel nucleo cellulare e legandosi ai recettori degli ormoni tiroidei in regioni del DNA chiamate elementi di risposta degli ormoni tiroidei vicino ai geni. Questo complesso di T4, T3, DNA e altre proteine co-regolatrici provoca un cambiamento conformazionale e uno spostamento nella regolazione trascrizionale dei geni vicini, nella sintesi dell'RNA messaggero e nella produzione di proteine citoplasmatiche. Ad esempio, nei tessuti cardiaci, è stato dimostrato che il T3 regola i geni per le catene pesanti di α- e β-miosina, la produzione delle proteine del reticolo sarcoplasmatico calcio-attivate (Ca2+-ATPasi) e fosfolambano, i recettori β-adrenergici, le proteine guanina-nucleotidi regolatorie e le ciclasi adenylyl di tipo V e VI, nonché diversi trasportatori ionici della membrana plasmatica, come Na+/K+–ATPasi, scambiatore Na+/Ca2+ e canali di potassio dipendenti dalla tensione, tra cui Kv1.5, Kv4.2 e Kv4.3. Di conseguenza, molte funzioni cardiache, compresa la frequenza cardiaca, l'output cardiaco e la resistenza vascolare sistemica, sono strettamente legate allo stato tiroideo.
Le azioni non genomiche degli ormoni tiroidei sono state dimostrate avvenire attraverso il legame con un recettore della membrana plasmatica, l'integrina aVb3, nel sito di riconoscimento Arg-Gly-Asp. Dal punto di vista della superficie cellulare, il legame del T4 con l'integrina provoca effetti a valle, tra cui l'attivazione della proteina chinasi mitogeno-attivata (MAPK; ERK1/2) e causa effetti successivi su eventi cellulari/nucleari, tra cui l'angiogenesi e la proliferazione delle cellule tumorali.

### Assorbimento
L'assorbimento del T4 somministrato per via orale dal tratto gastrointestinale varia dal 40% all'80%, con la maggior parte della dose di levotiroxina assorbita dal digiuno e dall'ileo superiore. L'assorbimento del T4 aumenta durante il digiuno e diminuisce in sindromi di malassorbimento e in presenza di alcuni alimenti come la soia, il latte e le fibre alimentari. L'assorbimento può anche diminuire con l'avanzare dell'età. Inoltre, molti farmaci influenzano l'assorbimento del T4, tra cui i sequestranti degli acidi biliari, il sucralfato, gli inibitori di pompa protonica e minerali come il calcio (presente anche nello yogurt e nei prodotti lattiero-caseari), il magnesio e gli integratori di ferro e alluminio. Per prevenire la formazione di chelati insolubili, la levotiroxina dovrebbe essere generalmente assunta a stomaco vuoto, almeno 2 ore prima di un pasto e separata da almeno 4 ore da eventuali agenti interagenti.

#### Volume di distribuzione
I dati riguardanti il volume di distribuzione non sono attualmente disponibili.

#### Legame proteico
Gli ormoni tiroidei circolanti sono legati in misura superiore al 99% alle proteine plasmatiche, tra cui la globulina legante la tiroxina, la prealbumina legante la tiroxina e l'albumina. L'affinità maggiore della globulina legante la tiroxina e della prealbumina legante la tiroxina per il T4 spiega in parte i livelli sierici più elevati, la lenta eliminazione metabolica e la lunga emivita del T4 rispetto al T3. Gli ormoni tiroidei legati alle proteine esistono in un equilibrio inverso con piccole quantità di ormone libero, dove solo l'ormone non legato è metabolicamente attivo.

### Metabolismo
Circa il 70% del T4 secreto viene deiodinato in quantità uguali di T3 e reverse triiodothyronine (rT3), che è inattivo dal punto di vista calorico. Il T4 viene eliminato lentamente attraverso la sua principale via metabolica per diventare T3 tramite deiodinazione sequenziale, dove circa l'80% del T3 circolante proviene dal T4 periferico. Il fegato è il principale sito di degradazione sia per il T4 che per il T3, con deiodinazione del T4 che avviene anche in diversi altri siti, tra cui il rene e altri tessuti.
L'eliminazione del T4 e del T3 coinvolge la coniugazione epatica con acidi glucuronici e solforici. Gli ormoni subiscono una circolazione enteroepatica poiché i coniugati vengono idrolizzati nell'intestino e riassorbiti. I composti coniugati che raggiungono il colon vengono idrolizzati ed eliminati come composti liberi nelle feci. Sono stati identificati anche altri metaboliti minori del T4.

#### Via di eliminazione
Gli ormoni tiroidei vengono principalmente eliminati dai reni. Una parte dell'ormone coniugato raggiunge il colon inalterato ed è eliminata nelle feci. Circa il 20% del T4 viene eliminato nelle feci. L'escrezione urinaria del T4 diminuisce con l'avanzare dell'età.

#### Emivita
L'emivita del T4 è di 6-7 giorni. L'emivita del T3 è di 1-2 giorni.

#### Clearance
I dati riguardanti i valori di clearance non sono attualmente disponibili.

### Effetti avversi
In generale, gli eventi avversi derivanti da dosaggi errati (sovradosaggio) spesso assumono un quadro simile all'ipertiroidismo o possono essere reazioni allergiche agli eccipienti delle compresse di levotiroxina. Le compresse di levotiroxina da 50 mcg non contengono eccipienti allergenici, quindi vi è un rischio ridotto di reazioni immunitarie. L'allergia agli eccipienti come il colorante (tartrazina gialla), il lattosio, l'acacia o persino il glutine nella compressa di levotiroxina può verificarsi raramente. Pertanto, l'allergia o l'intolleranza alla levotiroxina possono essere gestite cambiando il prodotto, inclusa la considerazione di capsule gelatinose. Tra gli anziani trattati con levotiroxina, dosaggi superiori a 75 mcg al giorno sono associati a un aumento del rischio di fibrillazione atriale.
Tra le reazioni avverse segnalate sono indicate angina pectoris, tachicardia, palpitazioni, aritmia, infarto miocardico, fibrillazione atriale, ansia, insonnia, perdita di peso,affaticamento, diarrea, vomito, eruzioni cutanee, alopecia, diaforesi, singhiozzo, irregolarità mestruali, intolleranza al calore, riduzione della densità minerale ossea (risultato della soppressione di tireotropina), aumento delle transaminasi epatiche (a carattere epatocellulare o misto), epatite immunoallergica con eosinofilia.

#### Interazioni farmacologiche
Il carbonato di calcio, il fumarato ferroso e il sevelamer si legano alla levotiroxina e ne riducono l'assorbimento. Somministrare la levotiroxina a distanza di 4 ore dai farmaci sopra menzionati. I sequestranti degli acidi biliari (ad esempio, colesevelam, colestiramina, colestipolo) e le resine a scambio ionico, ad esempio, il polistirene solfonato, riducono l'assorbimento della levotiroxina. Somministrare la levotiroxina almeno 4 ore prima di questi farmaci e monitorare i livelli di tireotropina. Monitorare i pazienti trattati contemporaneamente con levotiroxina e orlistat per eventuali cambiamenti nella funzione tiroidea dovuti a un assorbimento ridotto. L'acidità gastrica è una condizione necessaria per un'adeguata assunzione della levotiroxina. Sucralfato, antiacidi e inibitori della pompa protonica possono causare ipocloridria e ridurre l'assorbimento della levotiroxina.
Il furosemide inibisce il legame proteico del T4 con la globulina legante la tiroide, causando un aumento del T4 libero; inoltre, compete per i si aati di legame del T4 sulla globulina legante la tiroide, quindi una singola dose elevata di furosemide può ridurre acutamente il livello totale di T4. La fenitoina e la carbamazepina riducono il legame proteico della levotiroxina e il T4 totale e libero possono essere ridotti del 20% al 40%. Tuttavia, la maggior parte dei pazienti ha livelli normali di tireotropina ed è clinicamente eutiroide. Pertanto, i medici dovrebbero monitorare attentamente i parametri degli ormoni tiroidei. I farmaci che aumentano la globulina legante la tiroide nel siero includono estrogeni, tamoxifene, clofibrato, oppioidi, mitotane, fluorouracile e capecitabina. Il trattamento con estrogeni nelle donne in postmenopausa è associato a un aumento della concentrazione media di tireotropina. Un rapido aumento degli estrogeni è associato ad aumentati valori di globulina legante la tiroide e tireotropina nelle donne ipotiroidee in trattamento. Gli androgeni hanno l'effetto opposto e riducono le concentrazioni di globulina legante la tiroide nel siero, richiedendo quindi una diminuzione della dose di levotiroxina. Propranololo e amiodarone riducono la conversione di T4 in T3. La carbamazepina, il fenobarbital e la rifampicina inducono gli enzimi microsomiali del fegato, aumentano il metabolismo della levotiroxina e ne diminuiscono la concentrazione nel siero. I farmaci come la dopamina, i glucocorticoidi e l'octreotide possono ridurre la concentrazione di tireotropina, mentre il litio, lo iodio e le sulfonamidi interferiscono con la sintesi degli ormoni tiroidei.
I pazienti trattati con terapia con inibitori del checkpoint immunitario come pembrolizumab, nivolumab, ipilimumab, possono sviluppare ipotiroidismo a causa di eventi avversi correlati all'immunità, che possono richiedere la sospensione degli inibitori.
L'assorbimento della levotiroxina può essere compromesso da fagioli di soia, papaya e pompelmo.

### Tossicità
La dose letale DL50 è di 20 mg/kg del farmaco somministrato per via orale nel ratto. Lo stato ipermetabolico è indistinguibile dalla tirotossicosi di origine endogena. I sintomi della tirotoxicosi includono perdita di peso, aumento dell'appetito, palpitazioni, nervosismo, diarrea, crampi addominali, sudorazione eccessiva, tachicardia, aumento della frequenza cardiaca e della pressione sanguigna, aritmie cardiache, tremori, insonnia, intolleranza al caldo, febbre e irregolarità mestruali.
La tossicità da sovradosaggio di levotiroxina è rara; tuttavia, è più probabile che si verifichi in caso di ingestione accidentale da parte di bambini o anziani. I livelli di tiroxina (T4) e triiodotironina (T3) aumentano entro 1-2 ore dall'ingestione. Nella fase iniziale del sovradosaggio (6-12 ore dopo l'ingestione), i segni comuni di tossicità includono tremore, tachicardia, ipertensione, ansia e diarrea. Raramente possono verificarsi convulsioni, tempeste tiroidee, psicosi acute, aritmie e infarto miocardico acuto. L'analisi di laboratorio di solito mostra livelli elevati di T4 totale e T3, tireotropina soppresso e T4 libero e T3 libero elevati.
Segue l'approccio di trattamento seguente nel caso di sovradosaggio acuto di levotiroxina:
- Somministrare carbone attivo per prevenire l'assorbimento di levotiroxina.[23]
- Il colestiramina si lega alla tiroxina e ne aumenta l'eliminazione. La dose utilizzata è di 4 grammi per via orale ogni 8 ore.[31]
- I beta-bloccanti sono utili per alleviare gli effetti metabolici degli ormoni tiroidei, principalmente sul sistema cardiaco (controllando la tachicardia e prevenendo le aritmie). Il propranololo blocca anche la conversione periferica del T4 in T3.[23]
- I glucocorticoidi come il Dexamethasone 4 mg per via orale possono ridurre la conversione di LT4 in T3, l'ormone attivo.[23]
- Il propiltiouracile può essere utilizzato per prevenire la conversione di T4 in T3.[23]
- L'emodialisi viene utilizzata nei casi gravi, ma ha benefici limitati poiché T3 e T4 sono principalmente legati alle proteine.[23]
- L'emoperfusione utilizzando carbone attivo è una procedura complessa ma efficace per ridurre i livelli di tiroxina. Pertanto, riservarla a pazienti adulti con intossicazione grave.[32]
- I casi gravi di intossicazione che portano a una tempesta tiroidea richiedono un trattamento in un'unità di terapia intensiva.[33]

In sintesi, è importante notare che non esiste un antidoto per trattare il sovradosaggio di levotiroxina. Le opzioni di trattamento includono lavaggio gastrico, carbone attivo, colestiramina, glucocorticoidi, beta-bloccanti, propiltiouracile e misure di supporto.